# Bucay
Bucay ist eine philippinische Stadtgemeinde in der Provinz Abra.

## Geografie
Bucay liegt im Norden der Insel Luzon etwa 17 km von Bangued entfernt am linken Ufer des Flusses Abra.

### Baranggays
Bucay ist politisch unterteilt in 21 Baranggays.
| - Abang - Bangbangcag - Bangcagan - Banglolao - Bugbog - Calao - Dugong | - Labon - Layugan - Madalipay - Pagala - Palaquio - Pakiling - Patoc | - North Poblacion - South Poblacion - Quimloong - Salnec - San Miguel - Siblong - Tabiog |

## Geschichte
Bucay ist eine alte Tinguiansiedlung und war bereits vor 1846 eine Kirchengemeinde der Augustiner. 1838 wurde vom Militär ein Fort eingerichtet. Das Fort bildet ein 100 × 75 m ummauertes Rechteck und ist heute, bis auf den Torbogen des Eingangs nur noch in Ruinen erhalten. Im Mai 1847 wurde Bucay zur Missionsstation und zum Regierungssitz der Provinzregierung, der am 9. Oktober 1846 gegründeten Provinz Abra. Der Ort, wie er auch heute noch weitgehend besteht, wurde nach Plänen des Stadtplaners Tajonera erbaut, die auf dem sogenannten Quadriculasystem (alle Straßen im rechten Winkel zueinander angeordnet), das auf Anordnung Kaiser Karl V. aus dem Jahre 1523 für die spanischen Überseekolonien entworfen wurde und 50 Jahre später durch seinen Sohn König Philipp II. weiter ausgebaut wurde. 1863 wechselte der Regierungssitz nach Bangued.

## Bevölkerungsstruktur und -entwicklung
Bucay hat 14.881 Einwohner in 2943 Haushalten (Zensus 1. Mai 2000). 1995 lag die Einwohnerzahl bei 14.499, 1990 lag sie bei 13.346. Das durchschnittliche jährliche Bevölkerungswachstum in den Jahren 1990 bis 1995 lag bei 1,73 %.

## Wirtschaft und Infrastruktur
Die gesamte landwirtschaftlich genutzte Fläche beträgt 6282 ha, davon sind 472 ha bewässert. Die bedeutendsten Feldfrüchte sind Reis, Mais, Gemüse, die Wurzelgemüse Cassava und Süßkartoffel sowie Obst. Die wichtigsten Obstfrüchte sind Bananen und Mangos mit einer Anbaufläche von je 50 ha und einer Erntemenge von jeweils 750 t. Viehbestände von Bedeutung sind die der Rinder, Karabao (Wasserbüffel), Schweine, Ziegen sowie Hühner. Der Selbstversorgungsgrad dieser landwirtschaftlichen Güter liegt nur teilweise über 100 %, mit den höchsten Werten für Mais mit 234,87 %, Obst mit 241,28 % und Ziegenfleisch mit 247,87 %, der Selbstversorgungsgrad für Fleisch insgesamt liegt bei 72,80 % (Stand 1997). Die Waldfläche beträgt 6634,5 ha. Von Bedeutung für das Einkommen der Menschen außerhalb der Landwirtschaft ist die Textilherstellung und Herstellung von Kunsthandwerk in Heimarbeit.
Von den 21 Baranggays sind alle an das elektrische Versorgungsnetz angeschlossen, etwa 2/3 der Haushalte haben einen Anschluss an die Stromversorgung (Stand 1996).
Das Straßennetz mit einer Länge von insgesamt 35 km liegt in Trägerschaft der Stadtgemeinde (15 km) und der Baranggays (20 km) (Stand 1993).

### Bildungs- und Sozialstruktur
Die Alphabetisierungsrate liegt bei 94,98 % (Stand 1995). Insgesamt bestehen 47 Schulgebäude mit 116 Klassenräumen (Stand 1997). 23,37 % (Stand 1990) der Einwohner sind unter- bzw. mangelernährt. In Bucay steht ein öffentliches Krankenhaus zur Verfügung.